# Jaral de Berrios
Jaral de Berrios es una localidad del estado mexicano de Guanajuato. Es parte del municipio de San Felipe.

## Demografía
| Gráfica de evolución demográfica |
|                                  |

| Censo | Población |
| ----- | --------- |
| 1900  | 2 275     |
| 1910  | 1 652     |
| 1921  | —         |
| 1930  | 964       |
| 1940  | 1 172     |
| 1950  | 924       |
| 1960  | 968       |
| 1970  | 1 035     |
| 1980  | 1 566     |
| 1990  | 1 968     |
| 2000  | 2 112     |
| 2010  | 2 644     |
| 2020  | 3 235     |